# Louis Barré
Louis Barré (* 6. dubna 2000) je francouzský profesionální silniční cyklista jezdící za UCI WorldTeam Arkéa–B&B Hotels.

## Hlavní výsledky
2017
Ronde des Vallées
 vítěz vrchařské soutěže
8. místo Bernaudeau Junior
Tour du Pays de Vaud
9. místo celkově
2018
Národní šampionát
3. místo silniční závod juniorů
4. místo Gent–Wevelgem Juniors
Ronde des Vallées
7. místo celkově
8. místo Bernaudeau Junior
2019
Ronde de l'Oise
10. místo celkově
2021
L'Estivale Bretonne
2. místo celkově
vítěz 2. etapy
4. místo Lutych–Bastogne–Lutych Espoirs
Mistrovství Evropy
7. místo silniční závod do 23 let
2022
7. místo Tour du Finistère
Boucles de la Mayenne
9. místo celkově
2023
3. místo Route Adélie
Tour of Guangxi
6. místo celkově
8. místo Trofeo Andratx–Mirador D'es Colomer
8. místo Tour du Finistère
10. místo Paříž–Camembert
2024
10. místo Cadel Evans Great Ocean Road Race

### Výsledky na Grand Tours
| Grand Tour      | 2024 |
| --------------- | ---- |
| Giro d'Italia   | DNF  |
| Tour de France  | —    |
| Vuelta a España | —    |

| —   | Nezúčastnil se |
| DNF | Nedokončil     |